# Lilla Laxåstjärnen
Lilla Laxåstjärnen är en sjö i Ljusdals kommun i Hälsingland och ingår i Delångersåns huvudavrinningsområde.